# Tango (baile)

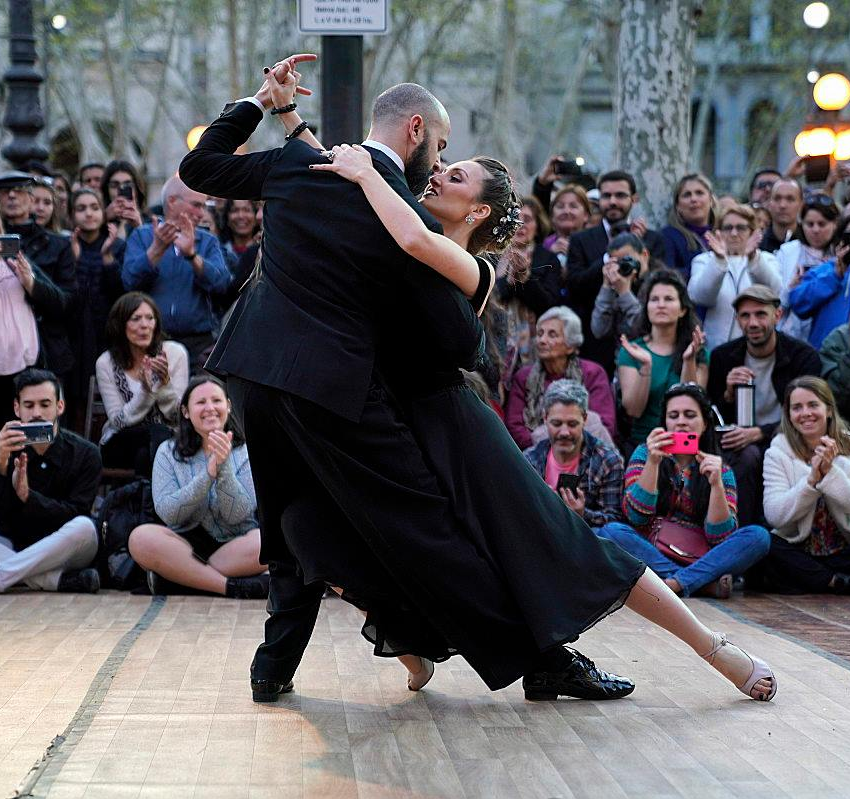
Bailarines de tango en Montevideo.

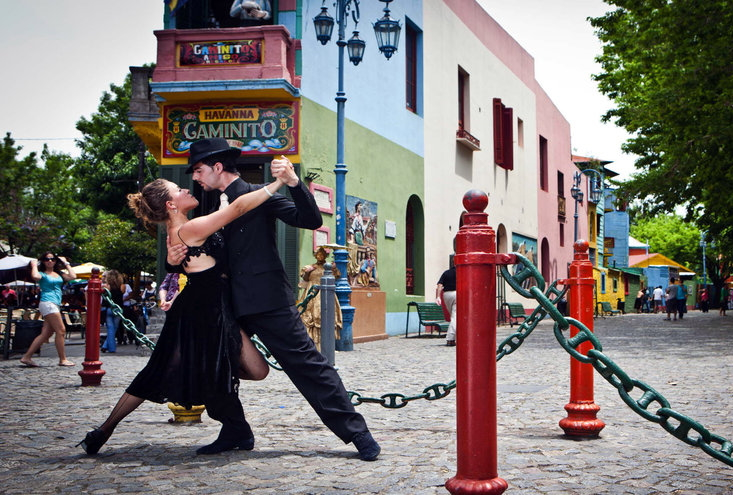
Tango en Caminito.

El baile de tango es una danza de pareja enlazada estrechamente surgida a partir de la fusión de danzas y ritmos afro-rioplatenses, gauchos y europeos. Es un baile característico de la región del Río de la Plata, principalmente de Buenos Aires, Argentina y Montevideo, Uruguay que posteriormente se extendió por todo el mundo. Se caracteriza por el abrazo estrecho de la pareja, la caminata tanguera, el corte, la quebrada, y la cabalgata

## Evolución

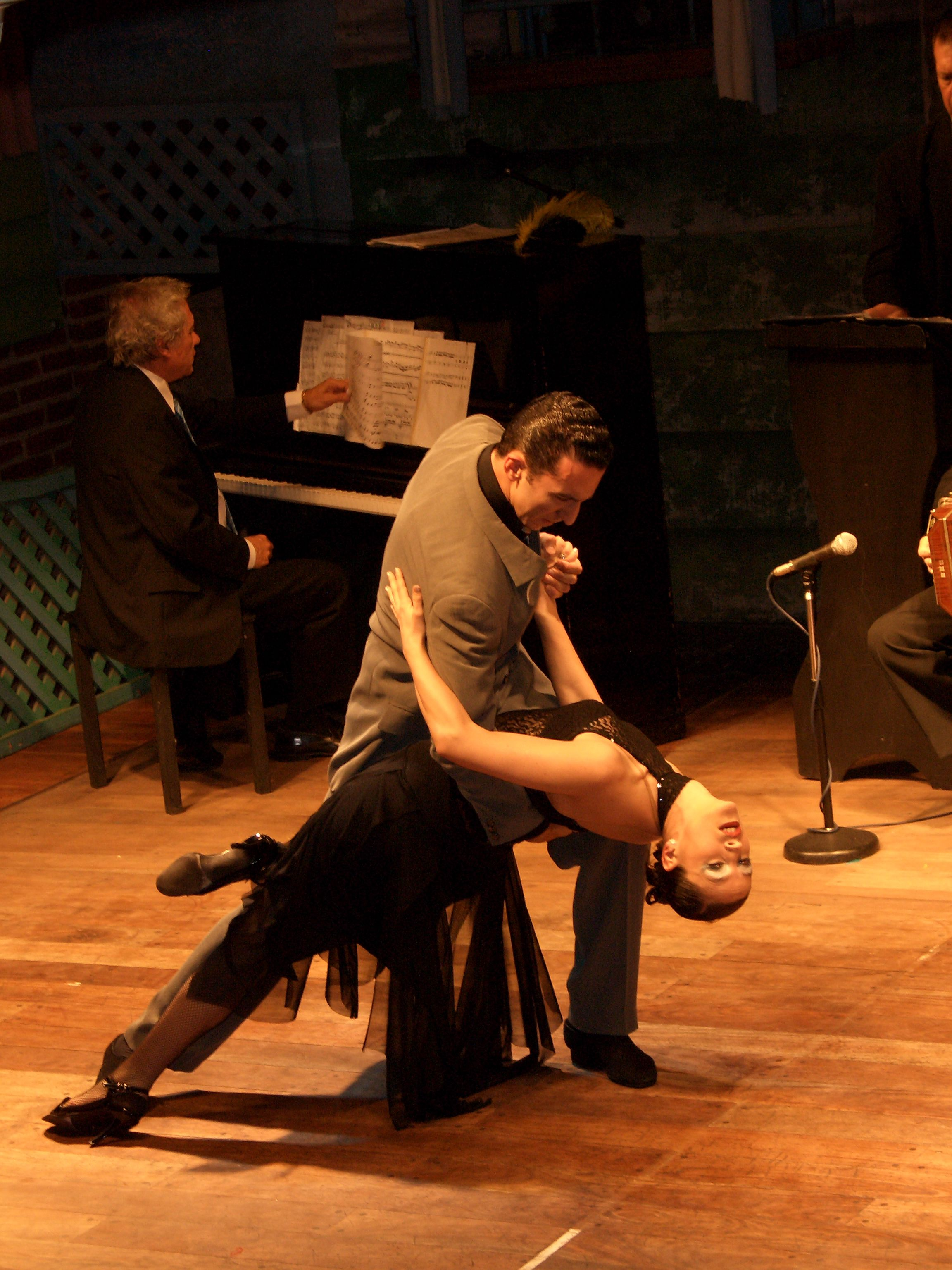
En todo el mundo, «bailar un tango» es sinónimo de seducción. El tango es un arte complejo construido desde la danza.

Hay una coincidencia general entre los investigadores en señalar que el tango nació primero como estilo de danza y luego como género musical. Es la danza del tango la que fue impulsando desde mediados del siglo XIX, una progresiva transformación musical que se correspondiera con el baile, llegando a la creación del tango, como género musical, en la última década del siglo XIX.
El tango como danza comienza a surgir a mediados de siglo en lo que se llamó las orillas o arrabal de ciudades como Buenos Aires y Montevideo, es decir las zonas marginales habitadas por los sectores populares. En esos arrabales fue en el seno de las comunidades afro-rioplatenses, en proceso final de liberación de la esclavitud, donde se instalaron los lugares de baile y entretenimiento popular, llamadas "academias", "milongas", "piringundines" o "canguelas" en los que se inventaría el tango. Los protagonistas fueron las propias comunidades afro-rioplatenses con sus tipos sociales llamados "negros", "negras", "pardos" y "pardas", y las poblaciones rurales mestizadas en proceso de migración hacia las ciudades llamados "chinas" y "compadritos", este último protagonista destacado del origen del tango como baile. Adicionalmente, las academias y milongas recibieron también la presencia creciente de la ola de inmigrantes provenientes de los más diversos países de Europa y el Medio Oriente, mayoritariamente italianos.
José Gobello explica que luego de la caída de Juan Manuel de Rosas, en Buenos Aires, las comunidades afroporteñas no pudieron continuar marchando con sus candombes por la calle y se vieron obligadas a realizarlo en sitios cerrados. Es en esas condiciones que el baile se transforma, fusionando los cortes y quebradas característicos del candombe, con la pareja enlazada del vals y la mazurca.
El vals se había puesto de moda en Europa con la novedad de la pareja bailando abrazada, en las primeras décadas del siglo XIX, desatando fuertes cuestionamientos en los sectores conservadores por su supuesta indecencia e inmoralidad, sobre todo en Inglaterra. La mazurca, también de pareja enlazada, era la danza de moda en 1850. La fusión de estilos dio lugar a valses y mazurcas bailados con corte y quebrada, sentando las bases coreográficas del tango: pareja enlazada estrechamente, caminata, corte y quebrada.
Esas características ya estaban definidas en la década de 1860. En Buenos Aires hay registros de la detención de cuatro varones y dos mujeres por bailar con corte en 1862.
En las tres décadas siguientes ese tipo de baile fue utilizado en el Río de la Plata para bailar diversos estilos: mazurcas, polcas, chotis, habaneras, tangos andaluces y milongas, en la búsqueda de un estilo que se adaptara a su cadencia. En esa época se llamaba "tango" a todo lo que bailaban "los negros". En ese proceso se fue generando un género musical nuevo, perfectamente adaptado a ese peculiar y sensual estilo de baile. Finalmente ese género nuevo apareció en los últimos años del siglo XIX y fue bautizado con el mismo nombre que la danza: "tango".
Ese modo inicial de bailar el tango se conoce como "tango canyengue", o tango orillero o tango arrabalero. El tango canyengue adquirió el perfil de un estilo definido, fuertemente marcado por el corte y la quebrada, con un abrazo muy estrecho y los cuerpos en contacto. Se trata de un estilo provocativo y muy sensual.
Pero a medida que el tango fue saliendo de las academias, milongas y piringundines de la noche arrabalera, para comenzar a ser bailado en salones y ámbitos públicos o familiares, apareció un nuevo estilo de bailarlo, que buscó moderar sus aspectos más provocativos, separando los cuerpos pero sin perder el abrazo y atenuando o incluso eliminando los cortes y quebradas, al menos sus figuras más sensuales. Este estilo, desarrollado sobre todo a partir de la segunda década del siglo XX, recibió el nombre de tango de salón o tango liso. El tango de salón o tango liso se apoyó sobre todo en la caminata tanguera. Fue básicamente el estilo que se bailó popularmente entre las décadas de 1920 y 1950.
Casi simultáneamente al tango de salón practicado como esparcimiento popular, apareció un tango bailado por profesionales orientado al espectáculo, que recibió el nombre de tango escenario. El tango escenario utiliza coreografías más audaces y libres, muchas veces tomadas de otras danzas o disciplinas físicas, como los saltos y figuras con los bailarines sueltos, que ni el tango de salón ni el tango canyengue aceptan.
El tango dejó casi de bailarse a partir de los años sesenta en Buenos Aires. Pervivieron algunas milongas. Sin embargo, en los años ochenta recibió un nuevo impulso gracias al éxito del espectáculo Tango argentino de Claudio Segovia y Héctor Orezzoli, primero en París y luego en Broadway, generando una tangomanía en todo el globo. Florecieron academias de tango por doquier y gente de todo el mundo comenzó a peregrinar en busca de lugares para bailarlo, especialmente Buenos Aires, promovida turísticamente como la Capital del Tango.
Desde 2003 se realiza anualmente en Buenos Aires el Campeonato Mundial de Baile de Tango, con competencias en dos categorías, «tango escenario» y «tango de salón», o «de pista».
Entre los bailarines y las bailarinas de tango profesionales destacados en la historia se encuentran El Cachafaz (Benito Bianquet), Casmiro "El Vazco" Aín -que bailó ante el Papa católico en 1924-, Virulazo (Jorge Orcaizaguirre), Los Dinzel, Juan Carlos Copes y María Nieves.

## La coreografía del tango

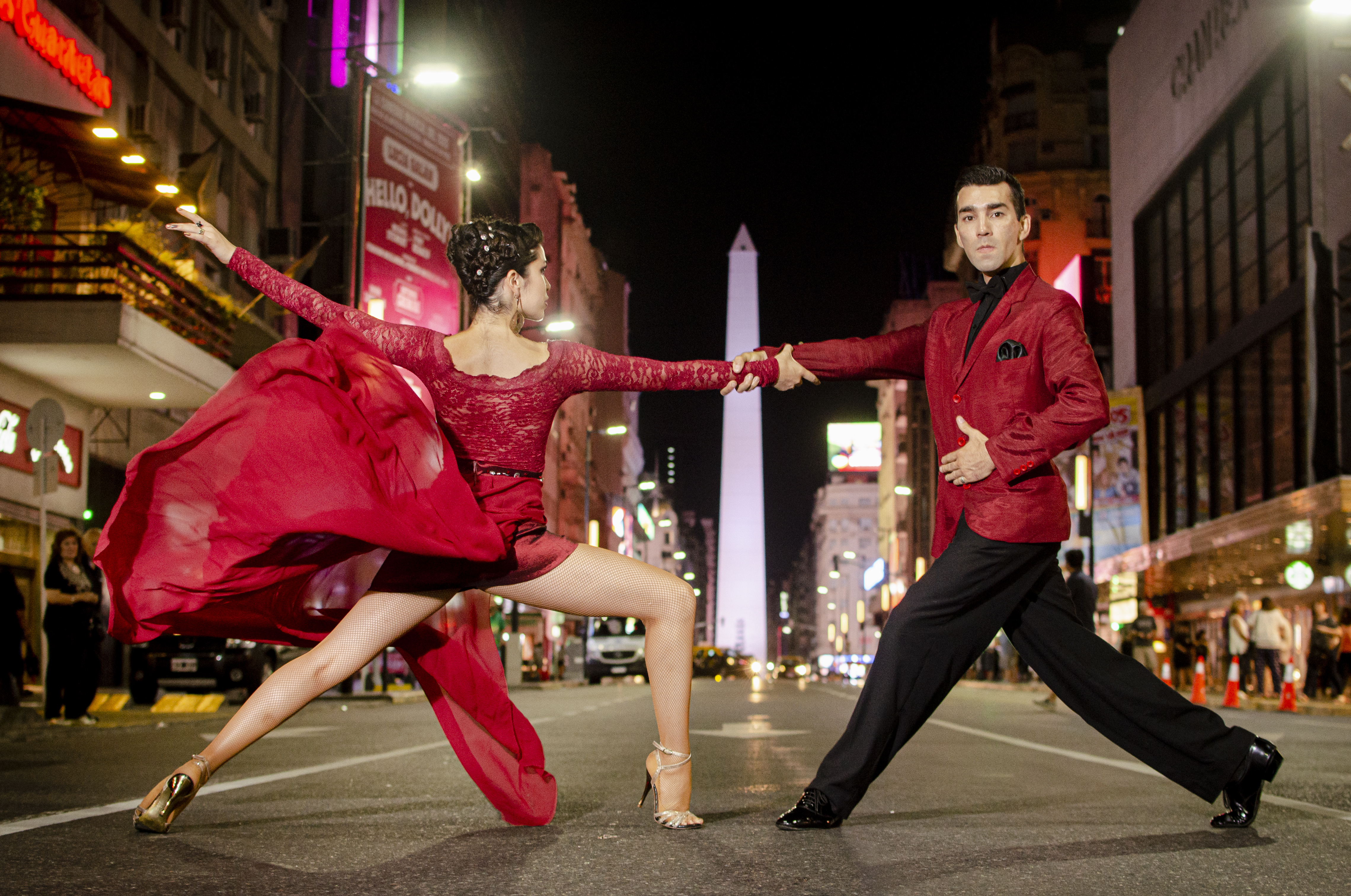
Bailarines de tango en la calle Corrientes de Buenos Aires.

El baile tanguero está construido sobre cuatro componentes básicos: el abrazo estrecho, la caminata, el corte y
la quebrada, entendidos estos dos últimos términos clásicos como el eje de la improvisación y las figuras coreográficas que adornan la danza y que son conocidas bajo el nombre genérico de "firulete".

Pero por sobre todas las cosas, el tango debe ser bailado como un lenguaje corporal a través del cual se transmiten emociones personales a la pareja.
Se dice que el tango se baila «escuchando el cuerpo del otro». En el tango la pareja debe realizar figuras, pausas y movimientos improvisados, llamados «cortes, quebradas y firuletes», diferentes para cada uno de ellos, sin soltarse. Es el abrazo lo que hace complicado combinar en una sola coreografía las improvisaciones de ambos.

Uno de los estilos del tango, el tango argentino, realiza el milagro de insertar la figura en el enlace... Este es el secreto de su éxito; esta es la principal innovación que ofrece al mundo.

La escritora argentina Alicia Dujovne Ortiz la ha descrito así: «Un monstruo de dos cabezas, una bestia de cuatro patas, lánguida o vivaz, que vive lo que dura una canción y muere asesinada por el último compás».
La coreografía, diseñada a partir del abrazo de la pareja, es sumamente sensual y compleja. La complejidad de los pasos no hace a la expresión o a lo que se quiere trasmitir durante el baile. Se trata de expresar un sentimiento pleno de sensualidad y no de sexualidad, donde lo primordial no son sólo los pasos o las figuras que hacen los bailarines con los pies. De nada vale una técnica perfecta, o una sincronización perfecta, cuando la expresión facial de los bailarines no trasmiten sentimientos. Todo en la danza del tango está unido, las miradas, los brazos, las manos, cada movimiento del cuerpo acompañando la cadencia del tango y acompañando lo que ellos están viviendo: un romance de tres minutos, entre dos personas que a lo mejor recién se conocen y que probablemente no tengan una relación amorosa en la vida real.
El tango trasciende y llega al corazón de los que contemplan a los bailarines, gracias a los sentimientos que ellos ponen en el baile y obviamente a la calidad de sus coreografías. Cada estrofa musical, cada pasaje, cada tango tiene distintos momentos, no se puede bailar un tango completo siguiendo un patrón de conducta idéntico para toda la melodía. Hay cadencias tristes, alegres, sensuales o eufóricas, finales silenciosos o grandiosos, música in-crescendo o música in-diminuendo, solo expresa sentimientos y estos son los que los bailarines transportan a sus pies y a todo su cuerpo.

## Pasos
- Baldosa
- Cadena invertida.
- Cambios de dirección.
- Caminata sincopada.
- Contratiempos básicos con ochos.
- Cunita y sacada.
- Gancho y caminata sincopada.
- Ganchos con respuesta.
- Giro con barrida y boleo.
- Giro con quebrada o gancho.
- Giro con sacada y parada.

El paso básico tanguero.

- Giro con sacada, aguja y ocho cortado.
- Giro con traspié y boleo.
- Giro de izquierda con barrida y boleo.
- Giro de izquierda y derecha.
- Giro en ochos.
- Giro simple.
- Giro y salida a la izquierda.
- la caminata "pasillo"
- «La cajita».
- «La cunita».
- «La mordida».
- Media cadena con boleo.
- Molinete quebrado.
- Ochos adornados.
- Ochos cortados.
- Paso básico sincopado.
- Pasos básicos con sacada y boleo.
- Puente y calesita.
- Sacada con giro.
- Sacada con traspié.
- Sacada cruzada, giro y ocho cortado.
- Sacada del cruce con variantes.
- Sacada y puente en un giro.
- Sacadas con boleos.
- Salida con adornos.
- Salida con barrida.
- Salida con traspié.
- Toque y enrosque.
- Traspié cruzado con giros.
- Vaivén.

## Los roles de género

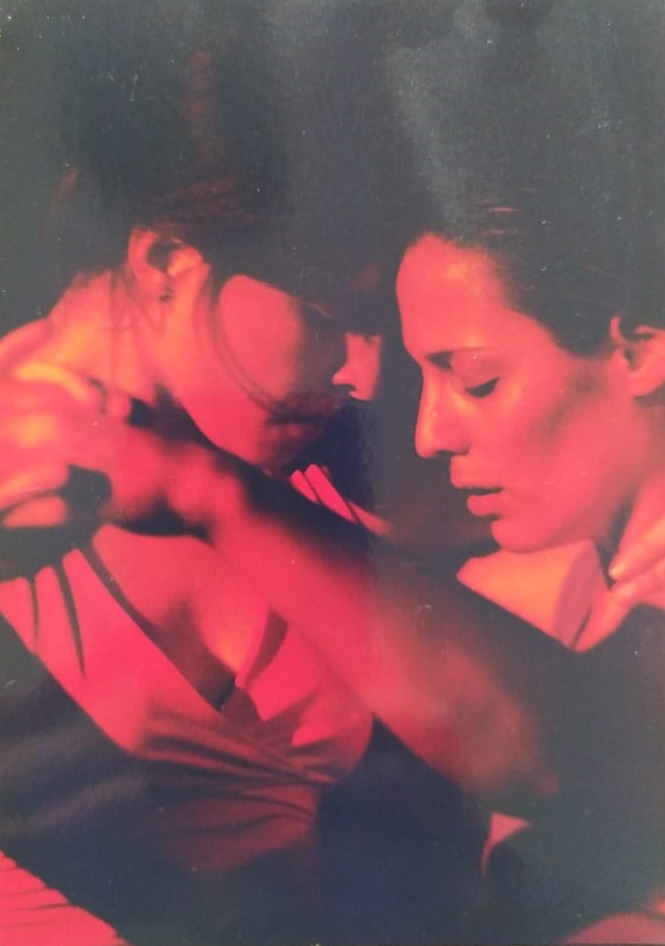

En la pareja varón-mujer tradicional los roles de género están sexualmente definidos. Esto quiere decir que en la pareja de tango es el hombre quien crea y dirige el baile y la mujer es quien lo sigue, aportando belleza y sensualidad.
Desde finales de los años 1980 surgió en Alemania un movimiento, autodenominado tango queer, que propone bailar el tango sin que los roles estén fijos al sexo de quienes lo danzan. Por lo tanto, en este estilo, son frecuentes parejas de baile del mismo sexo y se intercambian los roles de conductor y conducido. Desde Hamburgo el movimiento se fue extendiendo a distintas partes del mundo, promovido por las organizaciones LGBT (lesbianas, gais, bisexuales y personas transgénero). 'La Marshall' es la milonga de Tango Queer más famosa. Se celebran festivales de Tango Queer en la Argentina, México, Estados Unidos, Canadá, Alemania, Suecia, España y Dinamarca.
Este estilo de tango con géneros (sexuales) difusos es visto con desdén por los estilos tradicionales puesto que se considera que "no es tango" ya que al volver difusa la figura de quién conduce se convierte en "un baile más" como el cuarteto o la salsa, y no realmente tango.